# Роттшефер, Корин
Корин Спир-Роттшефер (нидерл. Corine Spier-Rottschäfer; 8 мая 1938, Хорн, Северная Голландия — 24 сентября 2020) — фотомодель, выигравшая конкурс «Мисс Мира 1959», на котором представляла Нидерланды. Она стала первой победительницей из этой страны. Конкурс прошёл в Лондоне, Великобритания. Первой вице-мисс стала Мария Элена Россель Сапата (María Elena Rossel Zapata) из Перу, второй — Зива Шормрат (Ziva Shormrat), Израиль и третьей — Энн Телуэлл (Anne Thelwell), Великобритания.
Корин также победила в конкурсе «Мисс Европа» в 1957 году, а на конкурсе «Мисс Вселенная 1958» вошла в число пятнадцати лучших участниц и получила звание Мисс Фотогеничность.
После завершения успешной модельной карьеры она создала собственное модельное агентство в Амстердаме под названием Corine’s Agency.

## Мисс Европа 1957
В возрасте 19 лет Корин стала Мисс Голландия 1957 года. 26 июня 1957 она выиграла в Баден-Бадене, Германия, титул Мисс Европа. Она была первой голландкой, получившей звание «Мисс Европа».
Уже в начале избрания новой Мисс Европы Корин была в числе фавориток. Другими фаворитками были Мисс Англия Соня Хэмилтон, и Мисс Финляндия Марита Линдаль. Соня Хэмилтон стала пятой, а через несколько месяцев она завоевала третье место на конкурсе «Мисс Вселенная 1957». Мисс Финляндия стала второй красавицей Европы, а в ноябре 1957 года Марита Линдаль была коронована как «Мисс Мира».

## Мисс Вселенная 1958
26 июля 1958 Корин Роттшефер приняла участие в конкурсе «Мисс Вселенная 1958» в штате Калифорния в городе Лонг-Бич, США. Корин была одной из главных фавориток конкурса. Ей и Мисс Суринам в конечном итоге пришлось довольствоваться местом в полуфинале. На этом конкурсе победа досталась Лус Марине Сулуага, представлявшей Колумбию.

## Мисс Мира 1959
10 ноября 1959 года Корин Роттшефер была одной из 37 участниц в конкурсе «Мисс Мира». Она приехала в Лондон позже, чем другие участницы, потому что в последний момент организаторы конкурса «Мисс Голландия» предложили Корин заменить Пегги Эрвих (Мисс Голландия 1959). Пегги отменила своё участие в конкурсе из-за крупного контракта в Германии, где ей была предложена работа модели.
Во время подготовки к конкурсу «Мисс Мира» Корин не считалась фавориткой и не надеялась победить. За несколько часов до выборов она обнаружила, что её вечернее платье испорчено. Мисс Израиль, Зива Шомрат, одолжила ей вечернее платье. Корин выиграла «Мисс Мира 1959» и стала первой голландкой, завоевавшей этот титул. Мисс Израиль в конечном счёте стала второй вице-мисс.

## Премии
Одержав победу на конкурсе «Мисс Мира 1959», Корин получила на родине 4 тыс. гульденов. Она также выиграла автомобиль и ваучер на бензин от компании Royal Dutch Shell. У Корин не было времени на то, чтобы освоить вождение. Тогда она решила выставить автомобиль и ваучеры на продажу, что принесло ей дополнительные 6 тыс. гульденов.

## Жизнь после конкурсов красоты
После победы на «Мисс Мира 1959» Корин Роттшефер стала популярной моделью. В первой половине шестидесятых годов она работала в качестве модели по всему миру. Во второй половине шестидесятых годов она решила остаться на родине, основав первое профессиональное модельное агентство в странах Бенилюкса. Corine’s Agency, и сорок лет спустя, является ведущим модельным агентством в стране и за рубежом.